# Garcinia pseudoguttifera
Garcinia pseudoguttifera là một loài thực vật có hoa trong họ Bứa. Loài này được Seem. mô tả khoa học đầu tiên năm 1865.